# 特納縣 (厄瓜多爾)
0°59′S 77°49′W / 0.983°S 77.817°W

特納縣在納波省的位置（亮淺藍色）

特納縣（西班牙語：Cantón Tena）是厄瓜多爾的縣份，位於該國中部，由納波省負責管轄，首府設於特納，始建於1861年5月29日，面積3,904平方公里，2001年人口51,640，人口密度每平方公里13.23人。